# Cal Collins
Calvin „Cal“ Collins (* 5. Mai 1933 in Medora, Indiana; † 27. August 2001 in Dillsboro, Indiana) war ein US-amerikanischer Jazz-Gitarrist.
Cal Collins war zunächst vom Bluegrass und der Countrymusik beeinflusst und spielte zunächst Anfang der 1950er-Jahre Mandoline, bevor er sich unter dem Einfluss der Musik von Nat King Cole, George Shearing, Art Tatum,  Django Reinhardt und Charlie Christian dem Jazz zuwandte. Nach der Ableistung seines Wehrdienstes zog er nach Cincinnati, wo er als Jazzgitarrist zu spielen begann und in den nächsten Jahrzehnten vor allem in Indiana und Ohio auftrat. Ab 1976 gehörte er drei Jahre der Band von Benny Goodman an. Ab Ende der 1970er-Jahre nahm Collins regelmäßig unter eigenem Namen für Concord Jazz auf; er wirkte auch als Hausgitarrist auf zahlreichen Veröffentlichungen des Labels mit. Collins spielte mit Marshall Royal, Rosemary Clooney, Monty Budwig, Jeff Hamilton, Herb Ellis, Ray Brown, Buddy Tate, Scott Hamilton, Frank Vincent, Warren Vaché, Nat Pierce und Jake Hanna. 1993 ging er mit Doc Watson, Jerry Douglas und Cephas & Wiggins im Rahmen der Masters of the Steel String Guitar auf Tournee. In seinen späten Jahren trat er vorwiegend in Cincinnati auf; er starb 2001 an Leberversagen.

## Diskographie
- 1974: Milestones (Pausa)
- 1977: Hi Boss Guitar
- 1978: Cincinnati to L.A. (Concord Jazz)
- 1978: In San Francisco (Concord Jazz)
- 1979: Blues on My Mind (Concord Jazz)
- 1979: By Myself (Concord Jazz)
- 1980: Interplay (Concord Jazz)
- 1981: Cross Country (Concord Jazz)
- 1983: Crack'd Rib (Mo Pro)
- 1990: Ohio Style (Concord Jazz)
- 1998: S'us Four (J Curve), mit Kenny Poole